# خیدو آلکماده
خیدو آلکماده (هلندی: Guido Alkemade؛ زادهٔ ۲۳ ژوئن ۱۹۶۲) قایقران قایق بادبانی اهل هلند بود.